# Hunahpu en Ixbalanqué

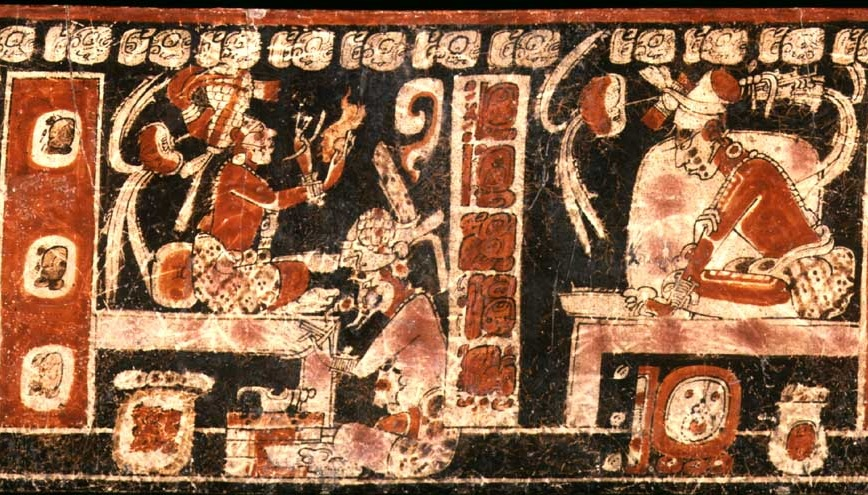
Mayavaas met een afbeelding van Hunahpu en Ixbalanqué, de heldentweeling.

Hunahpu en Ixbalanqué zijn de heldentweeling uit de Mayamythologie die voorkomen in het eerste deel van de Popol Vuh. Ze zijn de kinderen van Hun Hunahpu en Ixquic, geboren na de dood van de broers Hun Hunahpu en Vucub Hunahpu. De tweeling zal de heren van Xibalba overwinnen en daarna veranderen in zon en maan.

## Legende

### Geboorte
De vader van de heldentweeling, Hun Hunahpu (Een Eenjager), was samen met zijn broer, Vucub Hunahpu (Zeven Eenjager) aan het balspelen, toen ze ontboden werden door de heren van de onderwereld, Xibalba, om daar het rituele spel uit te voeren. De broers verloren en werden ritueel gedood, waarna het lichaam van Hun Hunahpu in een jicaraboom werd opgehangen.
In de boom groeiden wonderlijke vruchten, waarvan het verboden was te eten of zelfs maar in de buurt te komen. De dochter van Cuchumaquic, Ixquic, negeerde dat verbod en kwam toch in de buurt. Ze sprak met de schedel van Hun Hunahpu die haar een van de vruchten aanbood. Toen ze dat aannam, spuugde hij op haar hand en maakte haar zo zwanger. Ze werd uit Xibalba verbannen en vluchtte naar het huis van de moeder van Hun Hunahpu, waar ze inwoonde en beviel van de heldentweeling Hunahpu en Ixbalanqué.

### Verhaal van Vucub Caquix
De heldentweeling Hunahpu en Ixbalanqué komt voor in het verhaal van Vucub Caquix (Zevenpapegaai) en zijn twee zonen Zipacná en Cabracán. Vucub Caquix was ijdel en heerszuchtig. De tweeling had het plan opgevat om hem te straffen. Toen Vucub Caquix van de vruchten van de nanceboom at, wat zijn dagelijkse gewoonte was, schoot Hunahpu hem met de blaaspijp uit de boom. Hierop vochten beide en haalde Vucub Caquix de overhand. Hij rukte een arm van Hunahpu en nam die als trofee mee naar zijn hut.
De tweeling ging daarop naar Grote Witte Ever en Grote Witte Das om hen raad te vragen. Ze bedachten een list en deden zich voor als de grootouders van de tweeling. Hierop gingen ze naar Vucub Caquix, die sinds het gevecht aan kiespijn leed en stelden zich voor als tandarts. Ze trokken alle tanden en kiezen van Vucub Caquix en plaatsten er witte maïs voor in de plaats. Ze doorboorden ook zijn ogen en beroofden hem zo van alle rijkdommen waar hij zo trots op was. De arm van Hunahpu zetten ze ook weer op z'n plaats.
Ook de zonen van Vucub Caquix ontsnappen niet. Nadat Zipacná vierhonderd jongelingen heeft omgebracht wacht hem hetzelfde lot als zijn vader. Als hij, op aanraden van de tweeling, hongerig naar een kreeft duikt, glijdt een berg op zijn borst en sterft hij. Bergenschudder Cabracán komt op andere wijze aan zijn einde. Hunahpu en Ixbalanqué schieten vogels neer met hun blaaspijpen en bedekken er één met witte kalk, die ze Cabracán te eten geven. Hij wordt er slap van en de tweeling kan hem boeien en levend begraven.

### Overwinning op de Heren van Xibalba
Hunahpu en Ixbalanqué overwonnen Hun-Batz en Hun-Chowen (Eenaap en Eenmeester), de zonen van Een Eenjager bij Ixbaquiyalo ('Zij die de mensen beenderen geeft'), door hen in apen te veranderen. Ze komen er achter wat met hun vader en oom in Xibalba is gebeurd en zinnen op wraak. Wanneer ook zij worden uitgenodigd voor het balspel in de onderwereld nemen ze die uitnodiging aan. Om te weten wat de namen zijn van de Heren van Xibalba laten ze hen allemaal steken door een mug. De heren roepen prompt hun naam wanneer ze er proberen achter te komen wie hen gestoken heeft.
Omdat ze weten wie hun vijanden zijn kunnen ze na een reeks beproevingen de heren overwinnen. Er wordt in een grote stenen kuip water verhit en de tweeling moet zich er in storten. Hun beenderen worden vermalen en in de rivier geworpen, maar op de bodem veranderen zij zich in mensvissen en keren terug naar de Heren van Xibalba. Die zijn daarover verwonderd en willen meer wonderen zien. Dan snijdt Ixbalanqué Hunahpu de borst open en laat hem vervolgens uit de dood herrijzen. Dat willen de Heren ook meemaken. Twee van de heren laten hun borst openen, maar worden door de tweeling niet tot leven gewekt en verslagen. Hierop vluchten de andere heren.
De heren worden vervloekt en hun rijk zal zich beperken tot het kreupelhout en de woestijn. Hun macht over de mensen wordt gebroken. De tweeling heeft de dood van haar vader en oom gewroken, maar kan hen niet tot leven wekken. Ze moeten voor altijd onder de grafheuvel blijven. Dan stijgen Hunahpu en Ixbalanqué op naar de hemel en worden zon en maan, vierhonderd jongelingen verzamelen zich als sterren om hen heen.